# Windpark Große Schanze
Der Windpark Große Schanze-Bad Lauchstädt-Holleben ist ein Windpark nahe der Bundesautobahn 143 und der Bundesautobahn 38 im Saalekreis im südlichen Sachsen-Anhalt auf den Gemarkungen der Gemeinden Teutschenthal und Bad Lauchstädt.
Der im Sommer 2012 in Betrieb genommene Windpark besteht aus 21 Windkraftanlagen des Typs Vestas V90/2000 mit 105 m Nabenhöhe und 90 m Rotordurchmesser. Die installierte Gesamtleistung beträgt 42 Megawatt.
Im Januar 2013 kaufte der Schweizer Energieversorger IWB 15 der insgesamt 21 Windenergieanlagen des Typs Vestas V90/2000.
Errichtet wurde der Windpark von der Terrawatt Planungsgesellschaft in Zusammenarbeit mit der Saxovent-Notus Gruppe. Zusammen sind sie für den technischen Betrieb zuständig. Mit der kaufmännischen Betriebsführung ist die Saxovent-Notus Gruppe beauftragt.

## Geschichte
Im Jahr 2004 wurden im Windpark Holleben-Bad Lauchstädt-Große Schanze nahe Teutschenthal die ersten Windkraftanlagen vom Typ General Electric GE1.5sl errichtet, diese haben nur ein 100 m Rotordurchmesser und haben 1500 kW Leistung. Der Betreiber dieser Anlagen ist e3 GmbH.
In 2012 wurden in der Gemarkung Teutschenthal 21 Anlagen errichtet, vom Typ Vestas V90 mit 2000 kW Leistung und 90 m Rotordurchmesser.
Am 30. August 2012 erfolgte die Inbetriebnahme der letzten der insgesamt 21 Windenergieanlagen.
Ab 2021 wurden weitere Anlagen im Windpark weitere Anlagen geplant, doch diesmal teilweise in der Gemarkung Bad Lauchstädt. Diese wurden wie die anderen Anlagen an der A 143 und an der A 38 errichtet.
Von August bis November 2023 erfolgte die Errichtung der Betonsegmente der Hybridtürme. Ab November 2023 erfolgte die Installation der Turbinen. Die erste Anlage vom Typ Vestas V162 Enventus mit 6200 kW ging ab 2023, die restlichen ab Februar 2024 in Betrieb.

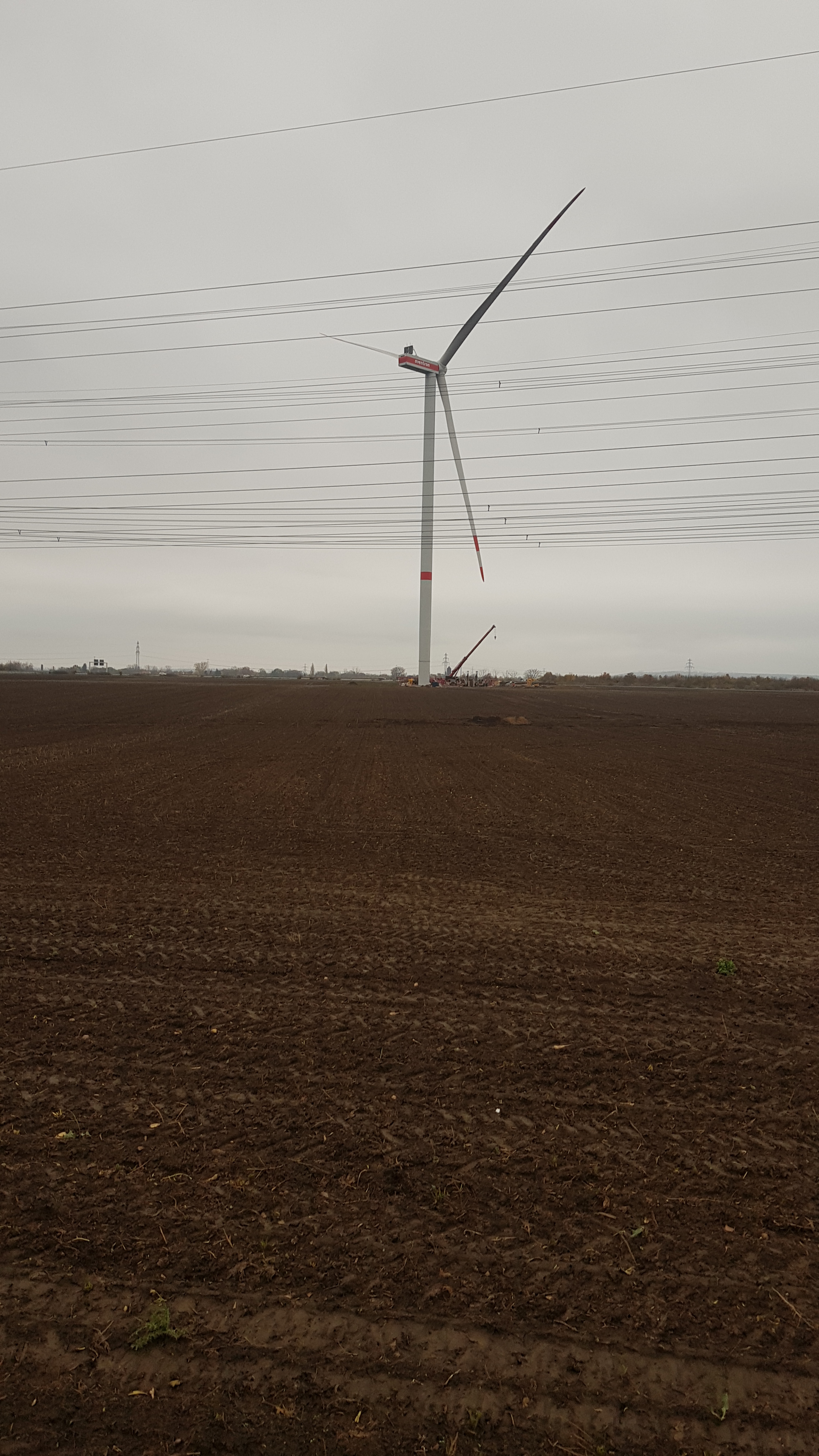
Vestas V162 Enventus kurz nach Errichtung

## Windkraftanlagen
Die folgende Tabelle zeigt die Windkraftanlagen und ihre Kennzahlen:

### GE1.5sl
Die 17 Windkraftanlagen vom Typ GE1.5sl wurden 2004 errichtet. Sie haben eine Nennleistung von jeweils 1500 kW und eine Nabenhöhe von 100 m.

### Vestas V90
Die 21 Windkraftanlagen vom Typ Vestas V90 wurden 2012 errichtet. Sie haben eine Nennleistung von 2000 kW und eine Nabenhöhe von 105 m.

### Vestas V162 Enventus

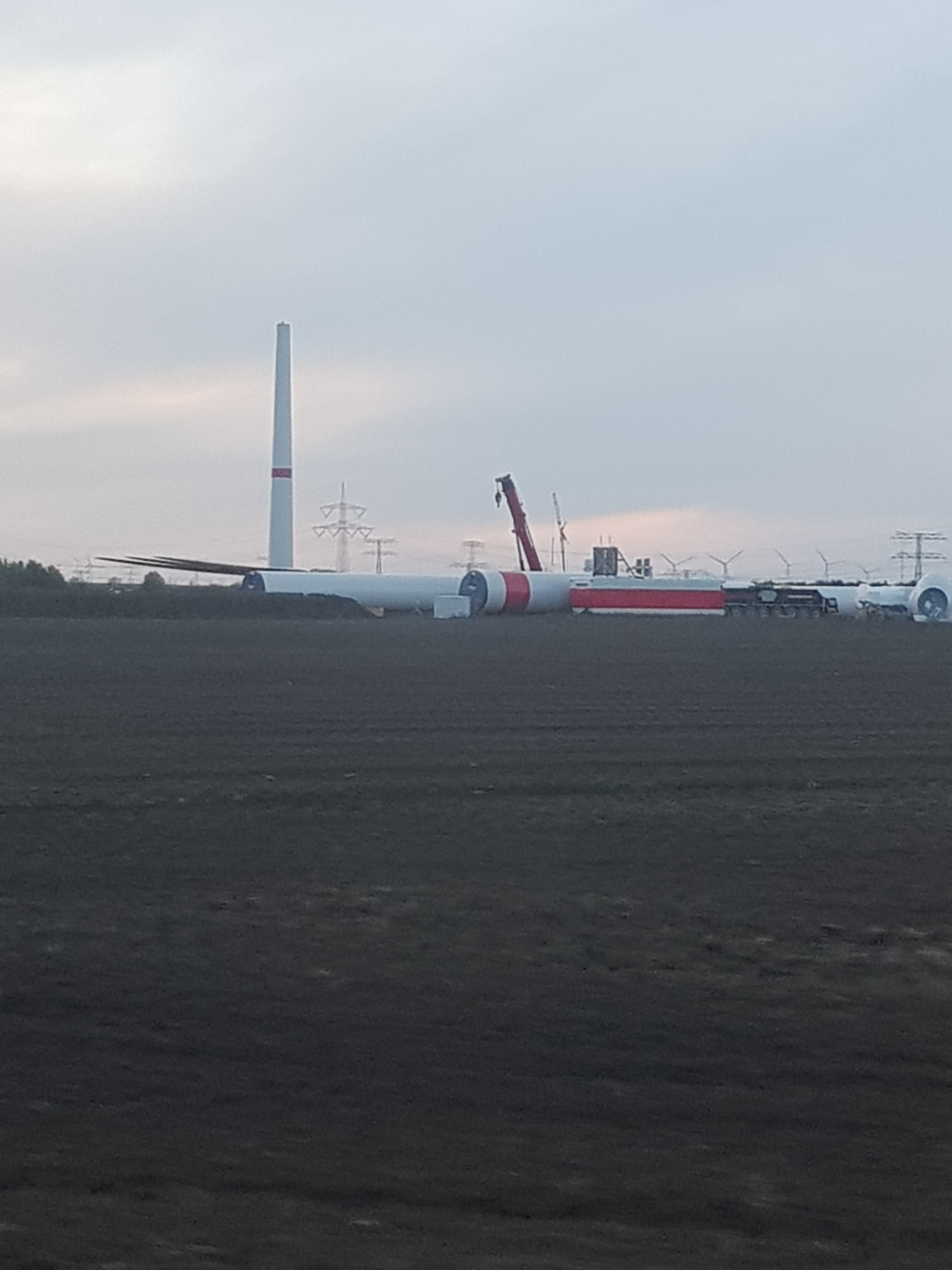
Vestas V162 Enventus im Windpark Bad Lauchstädt-Große Schanze im Aufbau (unter anderem Maschinenhaus, Rotorblätter) im Oktober 2023

Die 8 Windkraftanlagen vom Typ Vestas V162 haben eine Nennleistung von jeweils 6200 kW und eine Nabenhöhe von 119 m (2×), 166 m (1×) und 169 m (5×).

## Galerie

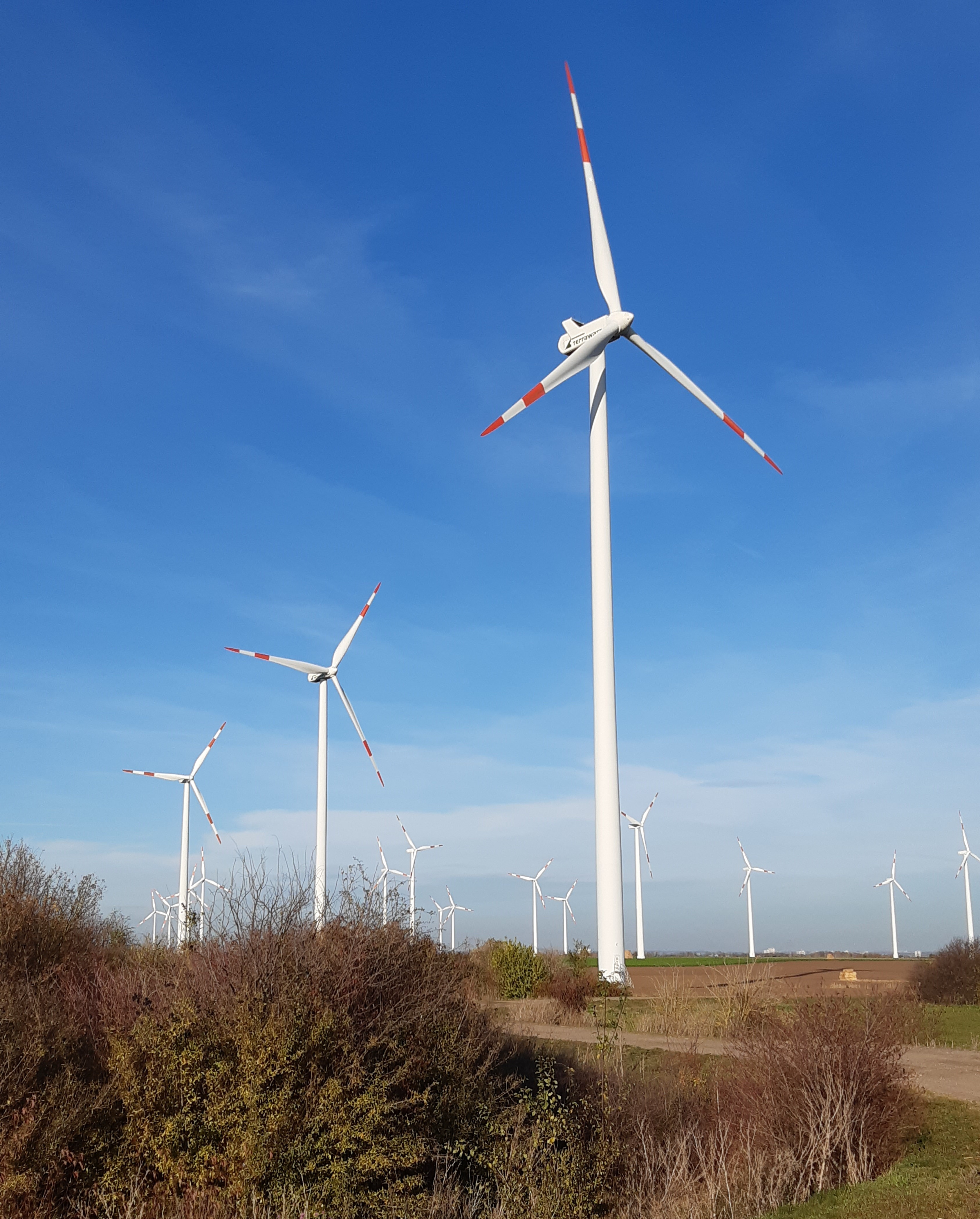
Vestas V90 von nahem
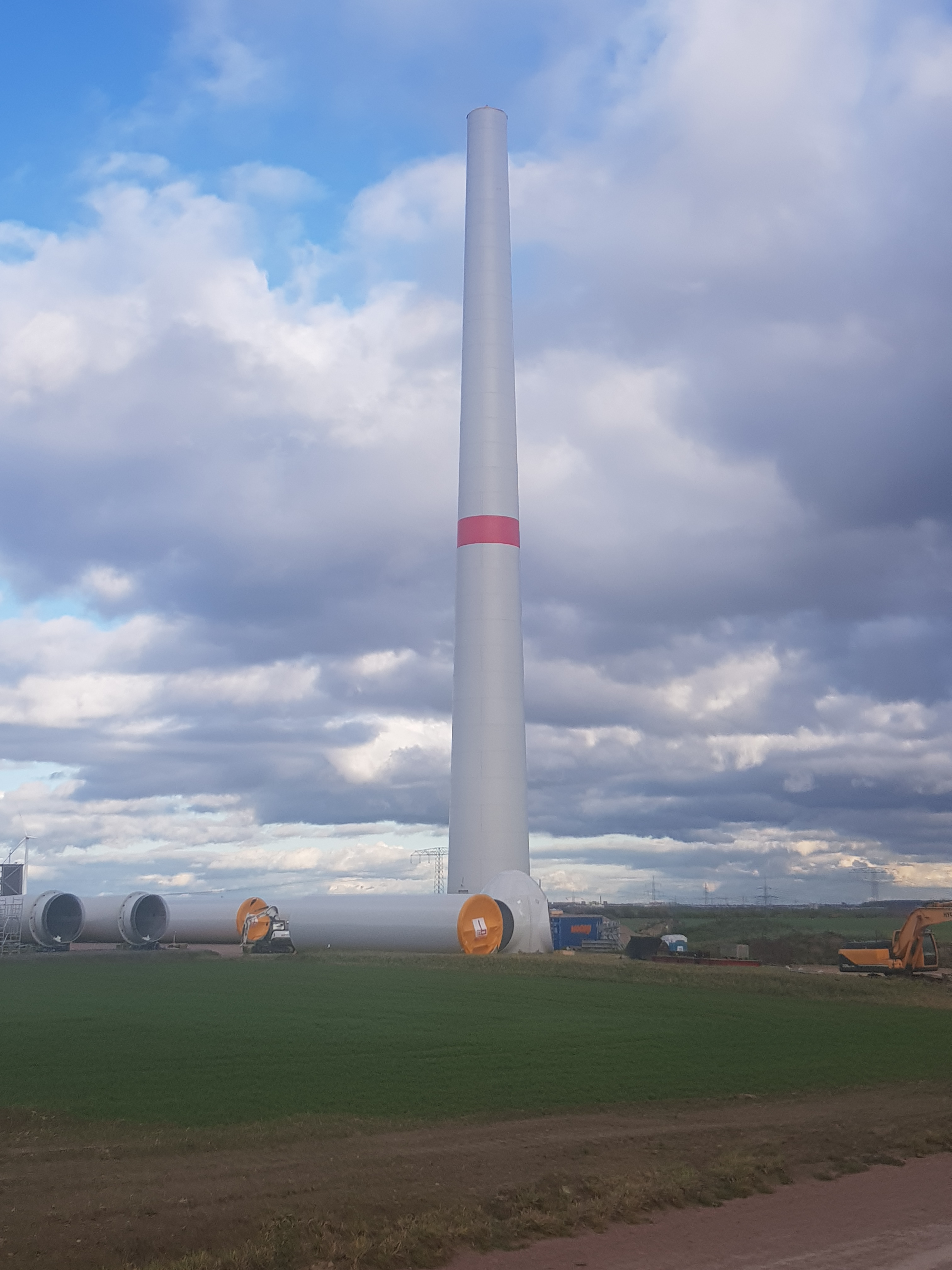
Turm der Vestas V162 Enventus